# Sikaicha
Sikaicha (en népalais : सिकैचा) est un comité de développement villageois du Népal situé dans le district de Taplejung. Au recensement de 2011, il comptait 2 250 habitants.